# Nigeria op de Olympische Zomerspelen 1956
Nigeria nam deel aan de Olympische Zomerspelen 1956 in Melbourne, Australië. Ook tijdens de tweede deelname werd geen medaille gewonnen.

## Deelnemers en resultaten

### Atletiek
| Olympiër                                                                     | Onderdeel              | Resultaat | Prestatie                                                  |
| ---------------------------------------------------------------------------- | ---------------------- | --------- | ---------------------------------------------------------- |
| Edward Ajado                                                                 | 100m (m)               | 19e       | serie 11: 1ste in 11,01 kwartfinale 3: 5de in 11,02        |
| Titus Erinle                                                                 | 100m (m)               | 28e       | serie 2: 3de in 11,09                                      |
| Thomas Obi                                                                   | 100m (m)               | 54e       | serie 7: 5de in 11,47                                      |
| Abdul Karim Amu                                                              | 400m (m)               | 30e       | serie 3: 5de in 49,57                                      |
| Titus Erinle Rafiu Oluwa Edward Ajado Abdul Karim Amu Thomas Obi Karim Olowu | 4x100m (m)             | DSQ       | serie 4: gediskwalificeerd                                 |
| Karim Olowu                                                                  | verspringen (m)        | 5e        | kwalificatie: 10de met 7,29m finale: 5de met 7,36m         |
| Rafiu Oluwa                                                                  | verspringen (m)        | 29e       | kwalificatie: 29ste met 6,53m                              |
| Paul Engo                                                                    | hink-stap-springen (m) | 17e       | kwalificatie: 16de met 14,93m finale: 17de met 15,03m      |
| Peter Esiri                                                                  | hink-stap-springen (m) | DNF       | kwalificatie: 22ste met 14,81m finale: geen geldige poging |
| Julius Chigbolu                                                              | hoogspringen (m)       | 9e        | kwalificatie: 4de met 1,92m finale: 9de met 2,00m          |
| Vincent Gabriel                                                              | hoogspringen (m)       | 19e       | kwalificatie: 22ste met 1,92m finale: 19de met 1,92m       |

Afghanistan · Argentinië · Australië · Bahama's · België · Bermuda · Birma · Brazilië · Brits-Guiana · Bulgarije · Cambodja* · Canada · Ceylon · Chili · Colombia · Cuba · Denemarken · Duits eenheidsteam · Egypte* · Ethiopië · Fiji · Filipijnen · Finland · Frankrijk · Griekenland · Groot-Brittannië · Hongarije · Hongkong · Ierland · IJsland · India · Indonesië · Iran · Israël · Italië · Jamaica · Japan · Joegoslavië · Kenia · Liberia · Luxemburg · Malakka · Mexico · Nederland* · Nieuw-Zeeland · Nigeria · Noord-Borneo · Noorwegen · Oeganda · Oostenrijk · Pakistan · Peru · Polen · Portugal · Puerto Rico · Roemenië · Singapore · Sovjet-Unie · Spanje* · Taiwan · Thailand · Trinidad en Tobago · Tsjecho-Slowakije · Turkije · Uruguay · Venezuela · Verenigde Staten · Vietnam · Zuid-Afrika · Zuid-Korea · Zweden · Zwitserland*

*alleen deelgenomen in Stockholm